# خانه حسین جعفری
خانه حسین جعفری مربوط به دوره ایلخانی است و در شهرستان صدوق، بخش خضرآباد، شهر ندوشن، محله علیا واقع شده و این اثر در تاریخ ۱۸ آذر ۱۳۸۷ با شمارهٔ ثبت ۲۳۸۸۸ به‌عنوان یکی از آثار ملی ایران به ثبت رسیده است.